# 北村祐子
北村 祐子（きたむら ゆうこ、1972年2月26日 - ）は、日本の元タレント。東京都出身。

## 来歴・人物
過去にレポーターを務めたり、テレビショッピングの司会などを務めていた。
2005年2月27日に有野晋哉（よゐこ）と結婚。結婚の決め手はお互いの趣味がゲームであったことと、有野のアイドル・漫画・アニメ好きという嗜好を理解していたからである。生年月日は1日違い（有野は2月25日が誕生日である）で、有野は｢有野、北村の誕生日の次の日に入籍しよう｣と番組で語っていた。現在は2人の娘を授かった2児の母である。

## テレビ
- 日立 世界・ふしぎ発見!（TBS）
- スウィートデビル（テレビ朝日）※6話ゲスト
- めちゃ×2イケてるッ!（フジテレビ）※不定期